# 井上泰信
井上泰信（いのうえ　やすのぶ、1975年 - ）は、日本のマンドリン奏者、指揮者。

## 略歴[1]
1975年京都市生まれ。1997年同志社大学文学部文化学科（現社会学科）教育学専攻卒業。同志社香里中学よりマンドリンを手にし、同高校、同志社大学マンドリンクラブにおいて指揮者として活躍。1997年、デビューリサイタルを東京・京都に於いて開催。大学卒業後、2年間のサラリーマン生活を経て本格的な音楽活動を開始する。
1992年 第13回日本マンドリン独奏コンクール第3位。
1994年 第1回ドイツシュワインフルト国際マンドリンコンクール次位。
　同年   第14回日本マンドリン独奏コンクール第1位。
1997年  第3回ロシア北方杯国際コンクールマンドリン部門第1位。
1997年より5年間、自ら主宰として「ARSNOVA Mandolin Orchestra」を率いる。またマンドリン四重奏による「ARSNOVA Mandolin Quartet」やマンドリン系楽器による小編成アンサンブル「ARSNOVA Mandolin Ensemble」を結成し、室内楽での活動に注力する。また、ソリストとして全国各地の演奏会に招かれる。
2007年、京都フィルハーモニー室内合奏団（指揮：田久保裕一）との共演CD「ManDream」をリリース。世界初の管弦楽伴奏によるラニエリ「マンドリン協奏曲ニ長調」などを収録。
現在、京都教育大学、名古屋大学、東北大学、龍谷大学各マンドリンクラブ技術顧問の他、全国各地のクラブ指導、大会講評などを担当する。
共演者も多岐にわたり、国内外のマンドリニストをはじめ、世界を代表するギタリストの福田進一、藤井敬吾、稲垣稔、鈴木大介、國松竜次、大萩康司、松尾俊介、ミヒャエル・トレスター各氏や、歌手の米良美一氏、ジブリ映画の井上あずみ・木村弓各氏、ノコギリ奏者のサキタハヂメ氏と共演。
2010年夏、フランスにてリサイタルを開催。
2度の韓国での公演や、2011年3月にはロシア・モスクワにて国際独奏コンクールの審査員を務める。
また近年ではTV朝日「題名のない音楽会」への出演など、その活動はジャンルを超え幅広いものとなっている。
2010年秋、ARTE MANDOLINISTICAの関東メンバーによる「ARTE TOKYO」を結成、第1回公演を2011年6月に第一生命ホールにて開催。
2013年4月、2枚目のアルバム「ManDream2」をリリース
（ギター：山田岳）全国４か所でのリサイタルを開催、
『レコード芸術』誌において「特選盤」に選ばれる。
NPO法人ARTE MANDOLINISTICA理事長兼音楽監督。
大阪国際マンドリンフェスティバル＆コンクール総監督。
全日本マンドリン合奏コンクール実行委員長。
初心者の為のマンドリンアンサンブル「いずみ」主宰。
木下正紀、川口雅行両氏に師事。
京都市在住。  